# Линда Садник
Линда Садник (на немски: Linda Sadnik) е австрийска езиковедка-славистка, специалист по старославянски и старобългарски език, изследовател на Преславската книжовна школа. Смятана е за създателка на най-авторитетната палеославистична школа в Европа през втората половина на ХХ век. През 1985 година е избрана за чуждестранен член на БАН.

## Биография
Линда Садник е родена на 13 декември 1910 година в днешния словенски град Птуй, тогава Петау, част от Австро-Унгария. Семейството ѝ се мести в Грац през 1926 година. След като завършва Грацкия университет, тя първоначално преподава сърбохърватски и български език като учител, а от 1941 година и като университетски преподавател в същия университет. През лятото на 1943 година защитава там успешно докторска степен с ръководител слависта проф. Бернд фон Арним (1899 – 1946), а през 1947 година е избрана за професор в университета.
През 1959 година проф. Садник е поканена за директор на новооснования Институт по славистика към Университета на Саарланд. Там само за около десет години тя успява да събуди траен интерес към славистиката и да създаде единствена по рода си в Западна Европа палеославистична и палеобългаристична школа. Нейни студенти и по-късни последователи са професорите по славистика Рудолф Айцетмюлер (с когото сключва брак), Херберт Шелезникер, Харалд Якше, Клаус Трост, Анелиз Леграйд, Екарт Вайер, Волфганг Айсман, Хайнц Миклас, Рупрехт Баур, Манфред Трумер и други.
Заедно с Айцетмюлер през 1955 г. тя редактира нормативния речник „Handlexbuch zu den Altkirchenslavischen Texten“, публикува и изследвания по славянска акцентология и различни старославянски паметници. Заедно работят и по седемтомното критическо издание на творбите на Йоан Екзарх „Шестоднев“ и „Небеса“.
През 1968 година Садник е поканена да се върне обратно в Грацкия университет, където работи до пенсионирането си през 1975 година.
С Указ № 1576 от 23 май 1983 г. Линда Садник и Рудолф Айцетмюлер са удостоени с Международната награда „Братя Кирил и Методий“ за изключителни заслуги за развитието на старобългаристиката и славистиката. Отличието им е връчено на 30 май 1985 г. в българското посолство във Виена.
През същата 1985 година проф. Садник е избрана за чуждестранен член на Българската академия на науките, а четири години по-късно за чуждестранен член на БАН е избран и Рудолф Айцетмюлер. 
Линда Садник почива на 7 май 1998 година в Линц, Австрия.

## За нея
- Електронен справочник „Чуждестранна българистика“. Садник, Линда Архив на оригинала от 2022-01-18 в Wayback Machine. (18.01.2022 г.)
- Златанова, Румяна. Садник, Линда. В: Л. Грашева (гл. ред.), Кирило-Методиевска енциклопедия, Т. 3. София: Академично издателство „Проф. Марин Дринов“, 2003, с. 518–519.
- Славчева, Ценка. Sadnik, Linda. В: Ценка Славчева, Историческата българистика в чужбина 1944—1980. Биобиблиографски справочник. София: БАН, 1983.
- Festschrift für Linda Sadnik zum 70. Geburtstag. Weiher: Freiburg i. Br., 1981 (Monumenta linguae slavicae dialecti veteris. T. 15)